# Praepararotalia
Praepararotalia es un género de foraminífero bentónico de la subfamilia Pararotaliinae, de la familia Rotaliidae, de la superfamilia Rotalioidea, del suborden Rotaliina y del orden Rotaliida. Su especie tipo es Praepararotalia cretacea. Su rango cronoestratigráfico abarca desde el Cretácico hasta el Luteciense (Eoceno medio).

## Clasificación
Praepararotalia incluye a las siguientes especies:
- Praepararotalia aculeata †
- Praepararotalia cretacea †
- Praepararotalia inconspicua †